# Hiroto Muraoka
Hiroto Muraoka (Tokyo, 19 settembre 1931 – 13 marzo 2017) è stato un calciatore giapponese, di ruolo portiere.